# Episodi di Lolle (seconda stagione)
La seconda stagione della serie TV Lolle è stata trasmessa in Germania dal 22 aprile 2003 su Das Erste. In Italia debutta su Fox dal 2 al 29 giugno 2006.
| nº | Titolo originale                            | Titolo italiano             | Prima TV Germania | Prima TV Italia |
| -- | ------------------------------------------- | --------------------------- | ----------------- | --------------- |
| 1  | Lolle allein in Berlin                      | Una nuova vita              | 22 aprile 2003    | 2 giugno 2006   |
| 2  | Frisch verheiratet                          | Addio per sempre            | 23 aprile 2003    | 5 giugno 2006   |
| 3  | Cinderello                                  | Un bacio rubato             | 24 aprile 2003    | 6 giugno 2006   |
| 4  | Froschkönige                                | Un uomo per tutta la vita   | 25 aprile 2003    | 7 giugno 2006   |
| 5  | Höllendate                                  | Una cena movimentata        | 29 aprile 2003    | 8 giugno 2006   |
| 6  | Männer sind auch nur Menschen               | L'amore crea dipendenza     | 30 aprile 2003    | 9 giugno 2006   |
| 7  | Malente, Malente                            | Matrimonio                  | 6 maggio 2003     | 12 giugno 2006  |
| 8  | Eltern, früher oder später kriegen sie dich | La scelta                   | 7 maggio 2003     | 13 giugno 2006  |
| 9  | Looking for Beinlich                        | L'ultimo compleanno         | 8 maggio 2003     | 14 giugno 2006  |
| 10 | Nicht fair                                  | La vita è bella ma ingiusta | 9 maggio 2003     | 15 giugno 2006  |
| 11 | Wer liebt Fatman?                           | Una donna per Fatman?       | 13 maggio 2003    | 16 giugno 2006  |
| 12 | Big and beautiful                           | La scommessa                | 14 maggio 2003    | 19 giugno 2006  |
| 13 | Kairo                                       | La promessa sposa           | 15 maggio 2003    | 20 giugno 2006  |
| 14 | That's the way                              | Verità                      | 16 maggio 2003    | 21 giugno 2006  |
| 15 | Ex und Hopp                                 | L'ex di Alex                | 20 maggio 2003    | 22 giugno 2006  |
| 16 | Spieglein, Spieglein                        | Dubbi in amore              | 21 maggio 2003    | 23 giugno 2006  |
| 17 | Gegen die Uhr                               | Contro il tempo             | 22 maggio 2003    | 26 giugno 2006  |
| 18 | 20 Minuten                                  | Vivere il sogno             | 23 maggio 2003    | 27 giugno 2006  |
| 19 | Ich lieb dich nicht - du liebst mich nicht  | Eterno dilemma              | 27 maggio 2003    | 28 giugno 2006  |
| 20 | Aha                                         | Al futuro                   | 28 maggio 2003    | 29 giugno 2006  |